# Josep Mirabent i Gatell

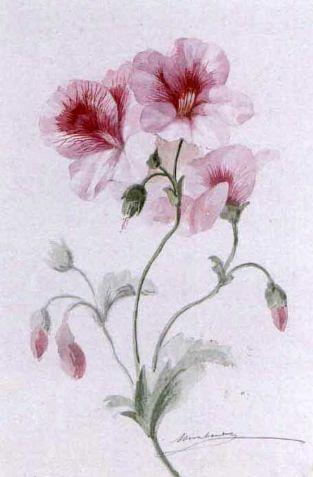
Estudi de la flor del gerani de pensament, Josep Mirabent i Gatell

Josep Mirabent i Gatell   (Barcelona, 10 de setembre de 1831 - Barcelona, 30 d'octubre de 1899) fou un pintor, decorador i professor de pintura decorativa i estampats de Llotja de Barcelona.

## Biografia
Tot i néixer a Barcelona, la seva família era originària de Sitges i fou allà on va passar els primers anys de la seva vida. Als 12 anys va tornar a la capital, on comença la seva formació sota les ordres d'un pintor local. Més endavant va realitzar els seus estudis formals a l'Escola de la Llotja, amb professors com Claudi Lorenzale, Segimon Ribó i Pau Milà i Fontanals que influïren en la seva pintura inicial natzarenista. S'especialitzà en pintura de natures mortes, flors i fruites i excel·lí com a decorador, sent un dels màxims exponents catalans de pintura decorativa de la segona meitat del segle xix.
El 1855 fou nomenat professor ajudant de dibuix de figures a la Llotja, i el 1872 seria nomenat professor titular de pintura decorativa i dibuix de teixits i estampats a la mateixa escola.
Es va associar a nivell empresarial amb Bartomeu Ribó, i junts van realitzar diversos encàrrecs com la restauració i decoració del Cafè Cuyàs, i diverses teles per restaurar el Liceu, inciendiat el 1861. També van restaurar o decorar diversos edificis religiosos, com la capella de Santa Àgata del Palau Reial Major.
A nivell individual també va realitzar diversos encàrrecs, com el paranimf de la Universitat de Barcelona, el Saló de descans del Gran Teatre del Liceu (1861), les capelles del Col·legi de Santa Maria del Loreto, l'Hospital del Sagrat Cor, l'església de Montserrat, la Casa Erasme de Jover, la casa Estruch, la casa de Fernando Pugi, els esgrafiats de la façana de la Biblioteca Museu Víctor Balaguer o la casa de Xocolates Juncosa.
Entre 1869 i 1878, per encàrrec de l'Institut Agrícola Català de Sant Isidre va pintar divuit gotims de raïm. Aquestes tenen un valor historiogràfic i un interés vitícola, puix que estava documentant (visualment) els diferents tipus de raïm abans que la plaga de la fil·loxera (anys 1880) condemnés diverses varietats autòctones a la desaparició. Les divuit pintures de raïms que va fer son de les varietats afartapobres, carinyena, garnatxa, grumet, macabeu, malvasia, raïm de Martorelles, moscatell romà, moscatell de gra petit, moscatelló (moscatell vermell), raïm d’Alacant, raïm de València, pedro ximenes, picapoll, Sant Jaume, sumoll, terrassenc i xarel·lo. També obren tres pintures de raïm de varietat sense identificar al MNAC: Raïm blanc (1870), Raïm blanc (1878), i Raïm negre (1878).
Tot i estar malalt, va arribar a participar en la primera Festa Modernista de Sitges.
Es conserva obra seva a la Reial Acadèmia de Belles Arts de Sant Jordi, al Museu Nacional d'Art de Catalunya, al Museu de les Cultures del Vi de Catalunya - Vinseum, i a sostres i parets de diferents edificis de Barcelona i altres indrets, com ara al Liceu, a la Universitat de Barcelona, a l'Ateneu Barcelonès i a la Fundació Ave Maria de Sitges.
La seva filla Josepa va ser una de les pintores participants en les quatre edicions de l'Exposició femenina que va organitzar la Sala Parés entre els anys 1896 i 1900.

## Obres destacades
- Raïm: les 18 pintures de gotims de raïm en oli sobre taula (ca. 1869-1876) encarregades per l'Institut Agrícola Català de Sant Isidre
- El Trovador (1856) (Col·lecció Francesc Fontbona)
- Estudi de la flor del gerani de pensament
- Fruiter, (al dipòsit del Museu Romàntic de Madrid). Copia
- Peònies, (al dipòsit de la Reial Acadèmia de Belles Arts de Sant Jordi, Barcelona)
- Sepulcre d'un màrtir, posterior a 1866
- Apol·lo i les Muses, sostre del Saló dels Miralls del Gran Teatre del Liceu de Barcelona
- Part de la decoració del Saló de Graus o paranimf de la Universitat de Barcelona
- Sala Mirabent (l'anomenada "sala de les revistes") de l’Ateneu Barcelonès.